# Albert Clouard
Albert Clouard né le 3 avril 1866 à Rennes et mort le 29 février 1952 à Trégastel est un peintre et un poète français.
Il vécut à Perros-Guirec en Bretagne et a été l'ami de Maurice Denis et de Paul Sérusier.

## Biographie

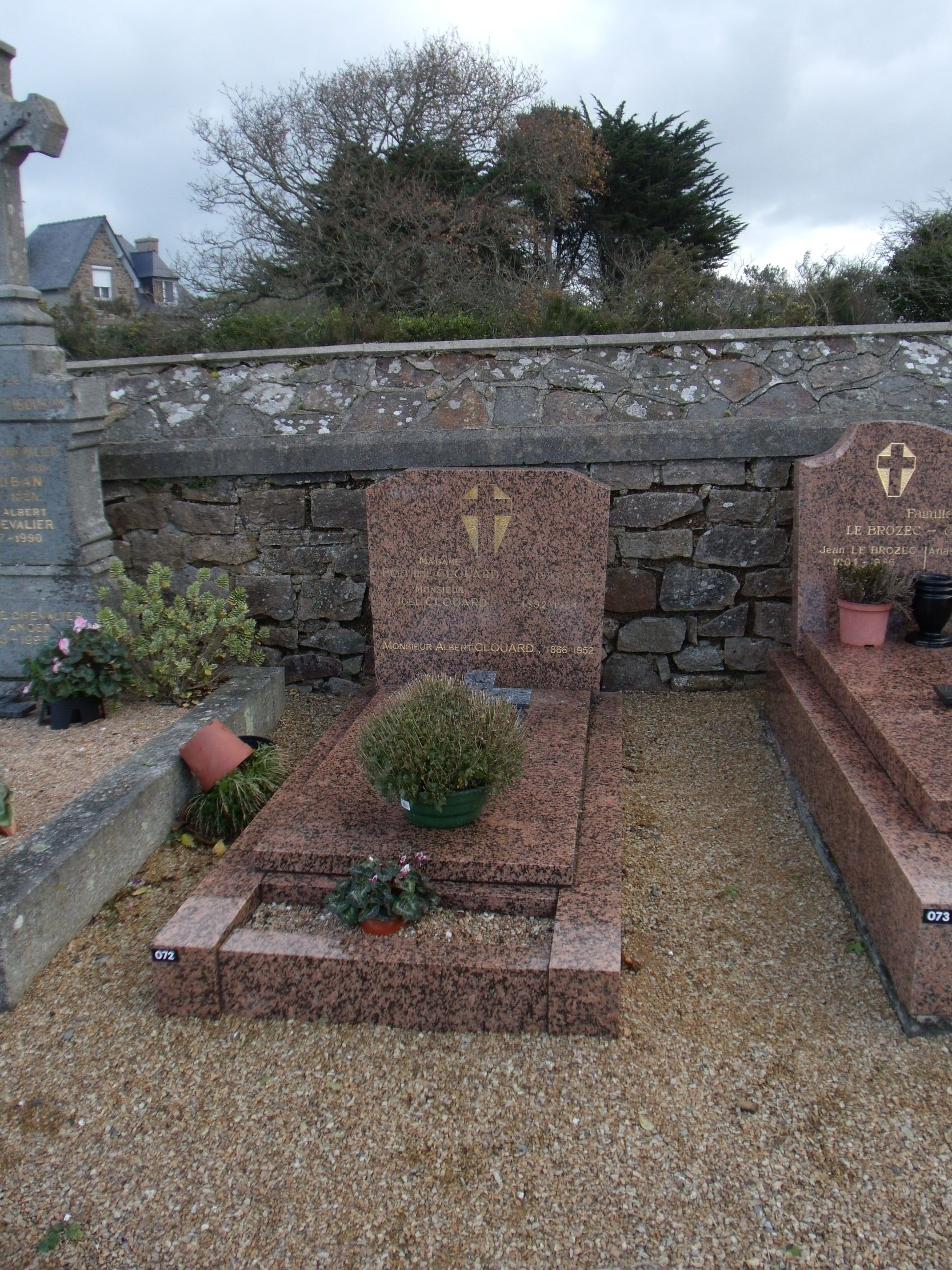
La tombe d'Albert Clouard à Trégastel.

Fils de Jules Clouard et de son épouse Aimée Marie Guillet, Albert Clouard est leur deuxième enfant. Les Clouard, originaires de Normandie, sont installés à Rennes depuis 1833 et y exercent le métier de marchand orfèvre au no 11 des galeries Meret, sous les arcades de la place de la Mairie. Il partage la même passion que son père pour le violon, ainsi que pour l'art en général. Quelques membres de la famille atteindront à une certaine célébrité dont le cousin Émile Clouard (1859-1945), auteur de livres historiques sur le protestantisme en Bretagne, et dont le fils Henri Clouard (1889-1974) sera un critique littéraire renommé.
Il fait ses études chez les pères Eudistes de Redon, puis intègre le lycée de Rennes. Il pratique le violoncelle et remplit des carnets de croquis de paysages, qu'il peint à l'aquarelle ou aux crayons de couleur. Sa mère meurt en 1881. Il passe son baccalauréat et opte, afin de satisfaire son père, pour les études de droit et obtiendra sa licence.
Incorporé au 20e régiment d'artillerie de Poitiers de 1855 à 1886, il décide une fois libéré de devenir poète.
Il part pour à Paris au mois de janvier 1888 et trouve à se loger dans la rue du Roi-de-Sicile au cœur du Marais. Il quitte les lieux en 1889 pour le 70, rue de Clichy à Montmartre. Il s'installe ensuite rue Hégésippe-Moreau pour une durée de six ans. Il passe alors chaque année ses vacances à Perros-Guirec. Très lié aux milieux bretonnants de la capitale, il se lance dans l'aventure du symbolisme dans le cadre du Dîner celtique au restaurant La Marine à Montparnasse avec son grand-prêtre, le barde Narcisse Quellien (1848-1902), qui encourage volontiers le jeune auteur qui va à partir de là publier dans les revues celtiques, et particulièrement en 1889 à La Plume, revue proche des symbolistes.
À l'été 1889, il épouse Blanche Piquet (1860-1937), la fille d'un relieur de Rennes qui lui donnera un garçon, Joël, né à Paris le 6 juillet 1892. Il vit entre Paris, Rennes et la grande maison de Kerglaz à Traou-Perros, sur les hauteurs de Trestrignel à partir de 1904, puis dans sa petite maison de la route de la Petite Corniche. Il vit alors en reclus, s'inquiétant beaucoup pour la santé fragile de son épouse.
Il dédie un poème à son ami Maurice Denis, texte publié dans les colonnes de L'Ermitage en mars 1896. Pendant les vacances, il va à bicyclette en compagnie de Maurice Denis rendre visite à leur ami Sérusier à Châteauneuf-du-Faou.
Les années les plus fécondes de Clouard sont celles allant de 1900 à 1910, grâce à Maurice Denis qui incite ce « Hibou trop rustique » à travailler encore et encore. Denis veille d'ailleurs à ce que son ami soit associé à son groupe, dont il ne fera jamais officiellement partie, et il sélectionne les tableaux devant figurer dans les expositions.
La relation avec Paul Sérusier date des années 1904-1907 pour la période la plus féconde. Sérusier appréciait beaucoup la poésie de Clouard qu'il tenait selon Maurice Denis pour le plus grand poète du temps. André Gide se joindra à eux  aux vacances de 1906, après un pèlerinage à  Notre-Dame des Portes à Châteauneuf.
Octave Maus (1856-1919), et son second Van Rysselberghe, invitent dans leur cercle très fermé de la Libre Esthétique, Albert Clouard à exposer aux côtés d'André Derain (1880-1954), Maurice de Vlaminck (1876-1958) et Georges Lacombe (1868-1916).
À partir de 1910, Clouard peint de façon épisodique. Il vit détaché du monde et n'a que des relations peu fréquentes, mais toutefois courtoises avec Anatole Le Braz et Charles Le Goffic. Devenu aveugle en 1940, il meurt oublié le 29 février 1952, dans sa demeure à Trégastel.
La première dispersion de ses œuvres eut lieu à l'hôtel des ventes de Rennes le 9 décembre 1990[réf. nécessaire].

## Œuvres

### Publication
- Tro Breiz, écrit avec Georges Brault, imprimé à Morlaix et édité à Paris, chez Fischbacher, 1892.
- Recueils de poèmes : 
  - Cidre doré ;
  - Faïences bretonnes.
- La Légende de saint Guirec, Paris, Bibliothèque de l'Occident, 1903.

### Peinture
- La Vierge des Grèves, 1895, huile sur toile, 65,2 × 82 cm, musée des Beaux-Arts de Brest[2].
- Autoportrait à la rose trémière, huile sur carton, 30 × 43 cm[3].
- Fillette au tricot, huile sur carton, 40 × 28 cm[3].
- La Plage rouge, huile sur toile, 61 × 80 cm[4].
- Calfage, huile sur carton, 28 × 39 cm[5].
- La Plage rouge, huile sur toile, 61 × 80 cm[4].
- Saint Kevin, huile sur toile, 63 × 80 cm[4].
- Enfants dans les dunes, huile sur toile, 61 × 81 cm[6].
- Le Brûlis d'herbes, huile sur toile, 60 × 80 cm[7].
- Femmes sous les arbres, huile sur carton, 40 × 57 cm[8].
- Bateaux dans la rivière, huile sur carton, 40 × 57 cm[9].
- Nature morte au pichet bleu, huile sur carton, 39 × 57 cm, tableau réalisé en collaboration avec Sérusier en novembre 1907, selon
- Les Pêcheuses de palourdes, huile sur toile, 73 × 59 cm[10].
- Le Mois de Marie, huile sur carton, 58 × 80 cm[11].
- Autoportrait de la maturité, vers 1907, huile sur toile, 63 × 80 cm[10].
- Comment Saint Guirec vint en Bretagne, huile de 1905 dans la chapelle de Ploumanac'h

## Expositions
- 1903 : galerie Eugène Druet, Paris, de novembre à décembre, exposition en compagnie des nabis avec Maurice Denis, Paul Sérusier, Ker-Xavier Roussel, Armand Seguin, Maximilien Luce, Henri-Edmond Cross et Théo Van Rysselberghe.
- 1904 : galerie Sagot, Paris.

## Salons
- Paris :
  - 1903 : Salon d'automne, Comment saint Guirec vint en Bretagne, chapelle Saint-Guirec à Ploumanac'h.
  - 1904 : Salon d'automne, série de six tableaux représentant des personnages au travail.
  - 1905 : Salon d'automne de 1905, huit œuvres d'inspiration moyenâgeuse.
  - 1906 : scènes du Finistère Sud.
  - 1904 : Salon des indépendants, Les Pêcheuses de palourdes.
  - 1905 : Le Brûlis d'herbes.
  - 1906 : Les Promis ; Dunes.
- Bruxelles :
  - 1907 : Salon de La Libre Esthétique, Les Promis ; Dunes.

## Hommages
En Bretagne, au moins huit rues portent son nom.

## Pour approfondir

### Iconographie
- Maurice Denis, Barque au saint breton ou Portait d'Albert Clouard en saint, entre 1903 et 1906, huile sur toile, musée des Beaux-Arts de Morlaix.
- Paul Sérusier, Bacchanales dans l'un des trois panneaux du Cortège de Pan, où il représente Albert Clouard sous les traits du dieu des bergers et des troupeauxBruno Belleil, « Albert Clouard (1866-1952, l'ami oublié de Sérusier et de Maurice Denis », ArMen, no 91, 1990, p. 71.